# Stockport Air Raid Shelters

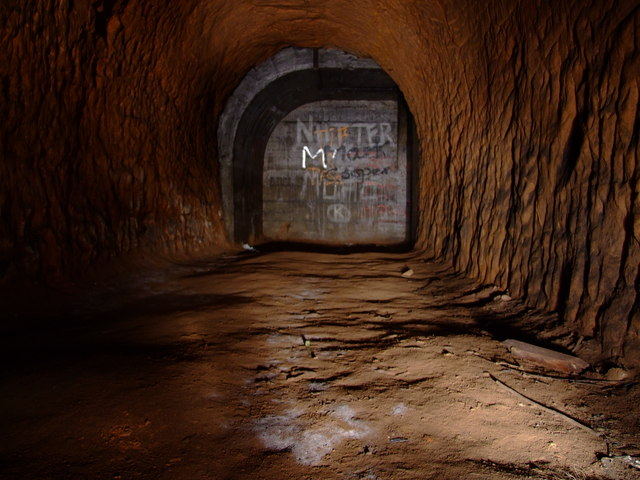
Luftschutzbunker Brinksway. Einer der drei Tiefbunker in Stockport, die anderen sind Dodge Hill und Chestergate, das heute ein Museum ist.

Die Stockport Air Raid Shelters ist eine bauliche Anlage zum Schutz vor Luftangriffen, die im Zweiten Weltkrieg in Stockport im englischen Metropolitan County Greater Manchester errichtet wurde.

## Geschichte
Die unterirdischen Anlagen (Tiefbunker) sind durch eine Reihe von Tunneln verbunden und wurden in den roten Sandstein unter dem Stadtzentrum von Stockport gegraben. Die Anlagen wurden zum Schutz für rund 6.500 Zivilisten bei feindlichen Luftangriffen angelegt. Sie wurden mit einer autarken elektrischen Beleuchtung und Belüftung ausgestattet und hatten Holzbänke, Etagenbetten, eine Erste-Hilfe-Station und Toilettenanlagen. Die Bauarbeiten begannen im September 1938 und die Schutzräume waren am 28. Oktober 1939 fertiggestellt. Der kleinste der Tunnelunterstände konnte 2.000 Menschen und der größte 3.850 Menschen aufnehmen. Stockport wurde am 11. Oktober 1940 erstmals bombardiert. Danach wurden die Anlagen erweitert.

## Heute
Die Stockport Air Raid Shelters wurden 1996 restauriert und sind heute als Museum geöffnet.